# Solfatara (sopka)

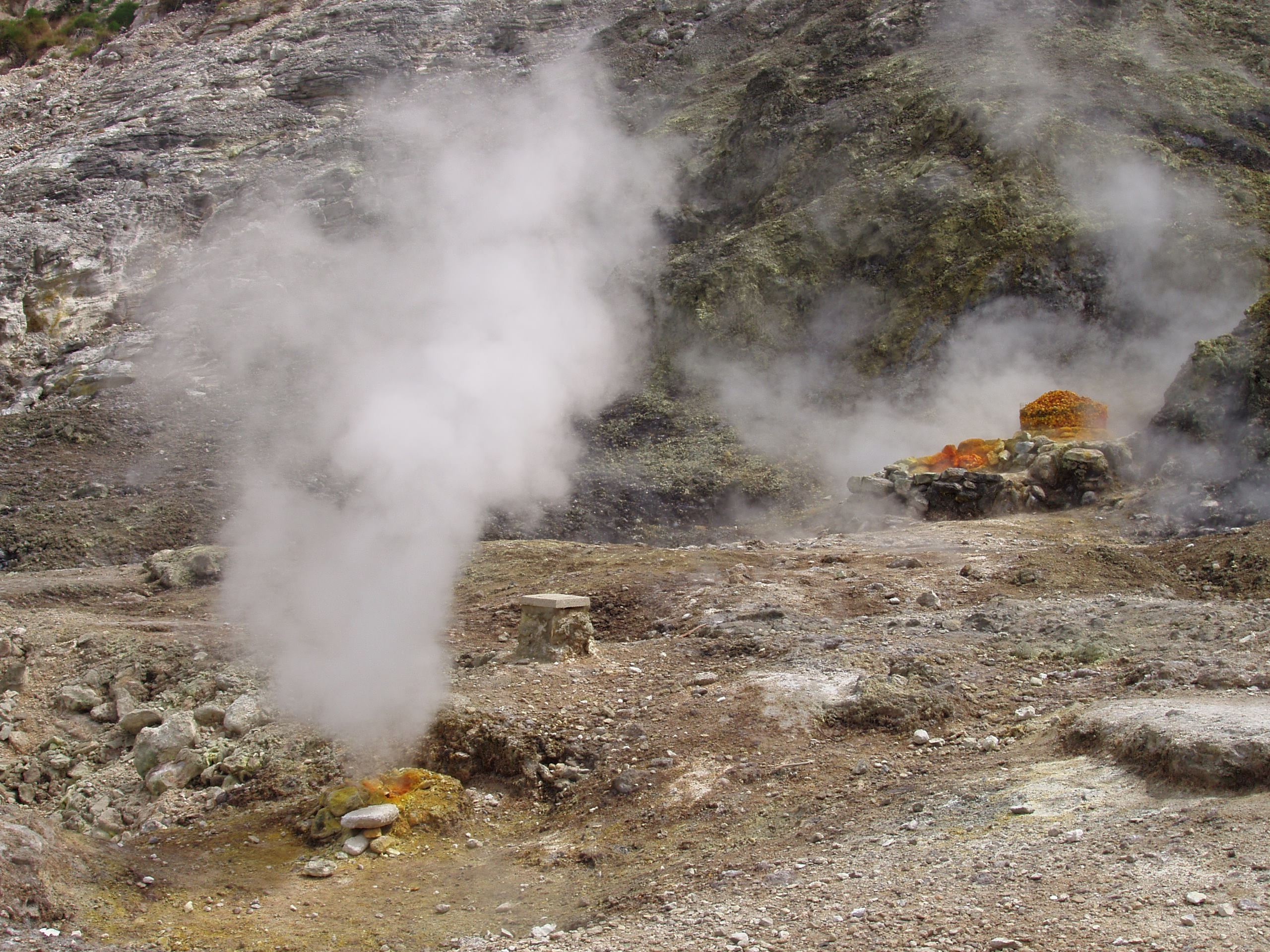
Kráter sopky

Solfatara (italsky Cratere Solfatara) je kráter nečinné sopky v Neapoli. Solfatara je nejznámějším místem Flegrejských polí. Jde o kráter o obvodu dvou kilometru a průměru přibližně 770 metrů, na jehož dně bublá bahno a ze solfatar uniká sirná pára. Kráter vznikl před několika tisící lety a naposledy dal o sobě vědět na sklonku antiky, kdy láva ze Solfatary pohřbila město Pozzuoli i s gladiátorskou arénou.